# Blondello
Blondello ossia Riccardo cuor di leone è un melodramma eroicomico in due atti composto da Felice Radicati. La prima rappresentazione ebbe luogo nell'autunno del 1816 al Teatro Carignano di Torino.

## Interpreti
- Angelo Ferri: Riccardo, re d'Inghilterra, detto cuor di leone
- Giovanni Bottari: Blondello, suo generale
- Giuseppe Lombardi: Florestano, comandante del castello
- Paolina Anti: Margherita di Fiandra, consorte di Riccardo
- Marietta Arrighi: Camilla, cameriera
- Luigi Gavioli: Guglielmo, pastore e padre di Lauretta
- Adelaide Sala: Lauretta
- Giuliano Pucci: Nardone, amante di Lauretta
- Teresa Galliani: Giannino, ragazzo

## Trama

### Atto primo
L'azione è nel castello di Losensthein, nell'Austria inferiore.

#### Scena prima
In campagna, Guglielmo e altri contadini sono sdraiati in varie posizioni. Guglielmo sveglia gli amici affinché si vada a lavorare.

#### Scena seconda
Florestano, dal castello, prega Amore di poter corteggiare Lauretta, la donna che il dio ha scolpito nel suo cuore. Guglielmo sprona i contadini a non lasciare che l'ozio prenda il sopravvento: il lavoro annienta la noia e fa meritare loro il pranzo.

#### Scena terza
Nardone corteggia Lauretta, che però lo rifiuta. Il pastore, avvicinatosi, le rivolge delle avances inadeguate; lei gli dà uno schiaffo e si burla di lui. Nardone afferma che, allora, non bisogna credere agli antichi proverbi: Lauretta ha un viso tanto bello da far innamorare qualsiasi uomo, ma possiede un cuore di pietra. I due continuano a schernirsi a vicenda, poi Lauretta si allontana.

#### Scena quarta
Blondello, travestito e fingendo di essere cieco, scende la collina accompagnato da Giannino. Giunti in pianura, i due si siedono e Giannino spiega al finto mendicante che si trovano in un villaggio dell'Austria inferiore: qui si trova un castello dove vengono rinchiusi i prigionieri di stato. Blondello chiede al ragazzo di trovargli un posto dove dormire per la notte e il giovane gli suggerisce di rivolgersi a Guglielmo, il migliore tra i pastori; dopodiché, rifiuta le monete di Blondello e va via.
Blondello, curandosi di trovarsi in solitudine, apre gli occhi. L'uomo è alla ricerca del suo re, Riccardo; ha percorso molta strada ma, credendo che egli si trovi nella fortezza nominata da Giannino, sembra finalmente essere vicino alla meta. Blondello non ha intenzione di fermare la sua ricerca, anche a costo perire per il suo sovrano: continuerà nella sua finzione, sperando ardentemente di trovarlo.

#### Scena quinta
Entra in scena Lauretta, leggendo una lettera che il comandante Florestano le ha indirizzato. Blondello spia la ragazza e si propone di essere il mezzo attraverso cui dare a Florestano le informazioni che ha richiesto. Dopo essersi accordarti, Lauretta va via.

#### Scena sesta
Blondello incontra adesso Nardone, intento a chiedere la mano di Lauretta al padre Guglielmo, che prontamente rifiuta. Guglielmo caccia di casa il giovane pastore che, a questo punto, si offre di far da guida a Blondello. Quest'ultimo si rivolge poi a Guglielmo chiedendo asilo per la notte. Guglielmo è costretto a rifiutare: a breve giungerà una contessa dal numeroso seguito.

#### Scena settima
La contessa Margherita fa il suo ingresso, seguita da Guglielmo e dal coro di contadini, grata per le lusinghe che le rivolgono. Blondello la riconosce e cerca di svelarle la sua identità.

#### Scena ottava
Blondello e la contessa vengono interrotti dall'arrivo di Lauretta e Nardone. Il pastore è scortese e trascina con foga la ragazza. Viene fermato dalla contessa, alla quale i due spiegano la loro vicenda. La contessa, allora, ordina alle guardie di condurre Nardone a scontare una pena per la sua malvagità.

#### Scena nona
Guglielmo e Camilla si trovano nella stanza destinata alla contessa. La ragazza spiega al pastore che Riccardo non ha fatto ritorno da una battaglia e da allora Margherita lo cerca dovunque. Si vocifera, tra l'altro, che un duca nemico l'abbia fatto prigioniero.
Guglielmo vuole vendetta da Nardone, che scopre essere stato liberato dalla contessa stessa dopo le preghiere del cieco. Guglielmo ordina ai soldati di riportarlo in prigione a causa dell'affronto subito. Lauretta è gioiosa di potersi dedicare all'amore di Florestano e diventare una donna di alto rango.

#### Scena decima
Allontanatosi Guglielmo, Blondello chiede a Camilla di scortarlo dalla contessa per chiedere nuovamente la libertà per la sua guida.

#### Scena undicesima
Lauretta e Florestano si dichiarano amore nella campagna vicino a casa, ma sono costretti ad allontanarsi all'avvicinarsi di Guglielmo e della contessa. Blondello intona una canzone per convincere i presenti a liberare Nardone; cantando muove la pietà della contessa che si sorprende al solo sentire nominare il suo Riccardo. Accorda la libertà del pastore, poi fa allontanare tutti e chiede al cieco la sua vera identità. Blondello si rivela alla contessa e le confida i suoi sospetti su dove possa trovarsi il sovrano perduto.
Guglielmo, Camilla e gli altri si chiedono come mai il volto di Margherita sia diventato così cangiante tutto d'un tratto.

### Atto secondo

#### Scena prima
La scena è ambientata all'interno della fortezza, dove ai prigionieri è concesso passeggiare. Di fianco al cortile si scorgono le porte delle prigioni e la più visibile è proprio quella di Riccardo. Il sovrano, sconfortato e ormai privo di speranza, nota sullo sfondo il castello, ripensa alla sua Margherita e al suo fido Blondello, credendo che lo abbiano abbandonato.

#### Scena seconda
Florestano incontra Riccardo.

#### Scena terza
Nardone accompagna Blondello sino alle mura ma non ha intenzione di rischiare la morte addentrandosi nel castello. Mentre si odono i lamenti di Riccardo, Blondello fa in modo di rimanere da solo e inizia a cantare. Riccardo riconosce la voce di Blondello che, però, viene immediatamente arrestato. Non ricevendo risposta, Riccardo crede sia stato tutto frutto della sua fantasia.

#### Scena quarta
Florestano pone fine alla passeggiata di Riccardo, riconducendolo alla propria cella. Nel frattempo i soldati scortano Blondello dal comandante e, secondo la volontà del finto cieco, i due restano soli. Blondello gli rivela di essere il messaggero di Lauretta, la quale, approfittando di un banchetto organizzato da suo padre, vuole incontrarlo quella stessa notte. Florestano consegna una sostanziosa ricompensa a Blondello e i due escono di scena.

#### Scena quinta
Lauretta, non avendo più avuto notizie dal cielo, decide di rivolgersi a Nardone e, con l'inganno, lo convince a recapitare il suo messaggio al comandante. Andato via il pastore fa il suo ingresso in casa Blondello che, di ritorno dal castello, confida a Lauretta le parole che le rivolge il suo amato. Nardone, tornato, si ingelosisce pensando che il cieco stia corteggiando Lauretta.

#### Scena sesta
Sulla scena Camilla, intenta a riflettere sul patto fatto col cieco, e Blondello. La ragazza decide che lo accompagnerà a disquisire con la contessa, nella speranza che la sua padrona possa essere finalmente felice.

#### Scena settima
Blondello incontra Margherita e le comunica che i suoi sospetti si sono rivelati realtà: Riccardo è tenuto prigioniero all'interno del castello. Le armi sono state preparate e i pastori sono pronti ad agire al cenno di Blondello. Margherita vuole avvisare Guglielmo delle loro intenzioni, il quale, sicuramente, li asseconderà.

#### Scena ottava
Blondello svela la sua vera identità anche a Guglielmo e insieme organizzano l'attacco alla fortezza. L'assalto avverrà durante la notte, quando il comandante sarà in giardino.
Dall'altra parte della scena Lauretta chiama Blondello, ritornato alla finzione. I due parlano riguardo l'incontro tra la ragazza e il comandante Florestano. Nel frattempo, tutto è pronto per salvare Riccardo.

#### Scena nona
Nardone sta per rovinare tutto cercando Lauretta. Blondello, furbamente, riesce ad allontanarlo. Giunto Florestano, si intrattiene con Lauretta, ma subito viene bloccato da Guglielmo che gli intima di arrendersi.

#### Scena decima
Riccardo è stato liberato e al castello scoppia un combattimento. Florestano viene scortato davanti al sovrano, al quale chiede perdono. Nardone riscatta per sé Lauretta, concessagli dalla contessa malgrado il parere contrastante di Guglielmo.
Alla fine, in coro, festeggiano la costanza di Blondello, fedele al punto da rimanere, per sempre, nelle grazie del re.